# Gaudium et spes
Gaudium et spes är ett av Andra Vatikankonciliets dokument, kallat Pastoralkonstitutionen om kyrkan i världen av idag. Dokumentet promulgerades av påve Paulus VI den 7 december 1965.
Gaudium et spes vänder sig inte endast till kristna utan till alla människor som har en god vilja. Dokumentet består av två delar:
1. De ecclesia et vocatione hominis – Kyrkan och människans kallelse
2. De quibusdam problematibus urgentioribus – Viktiga delfrågor